# TV Asahi

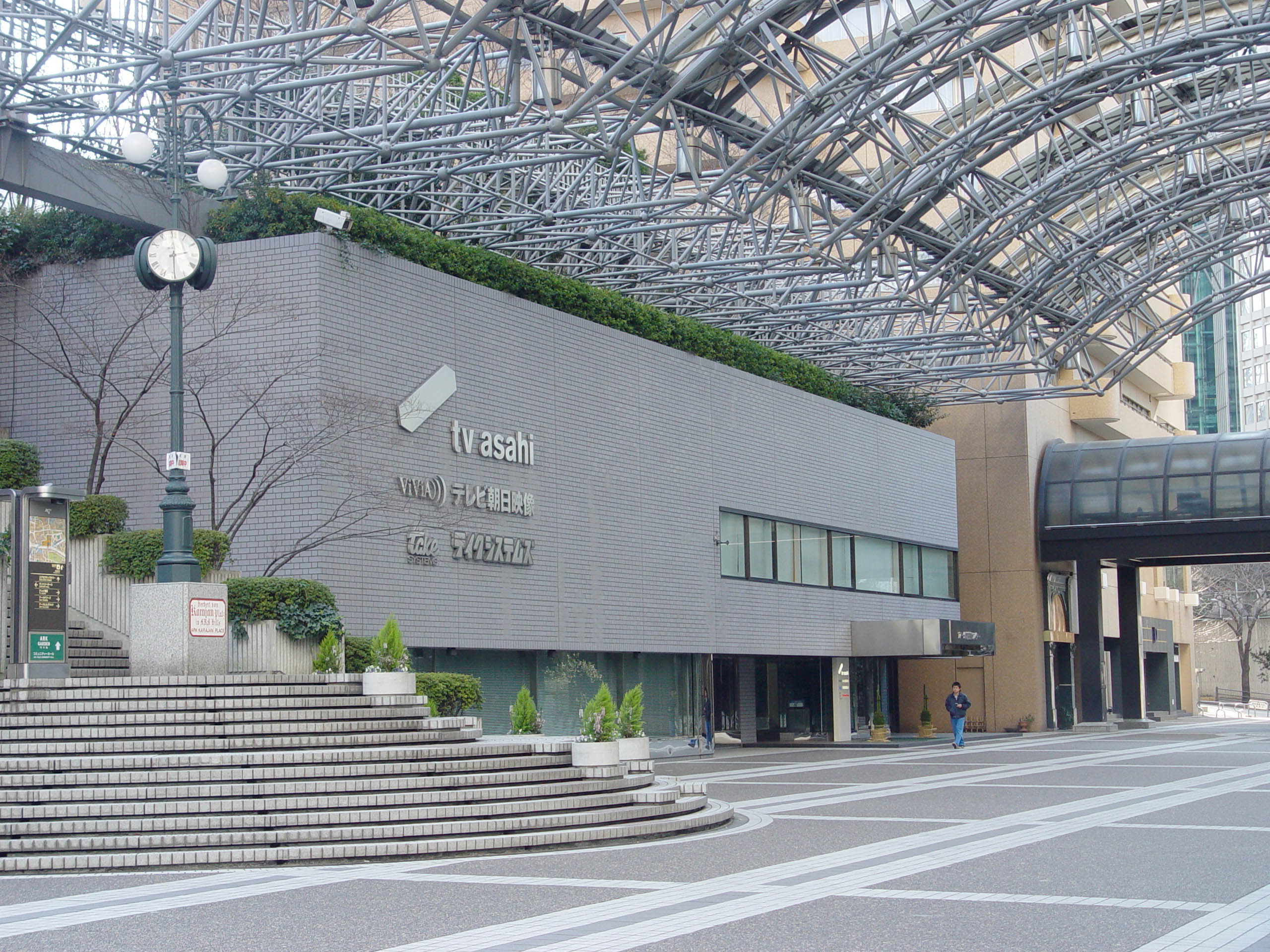
Центр вещания компании TV Asahi

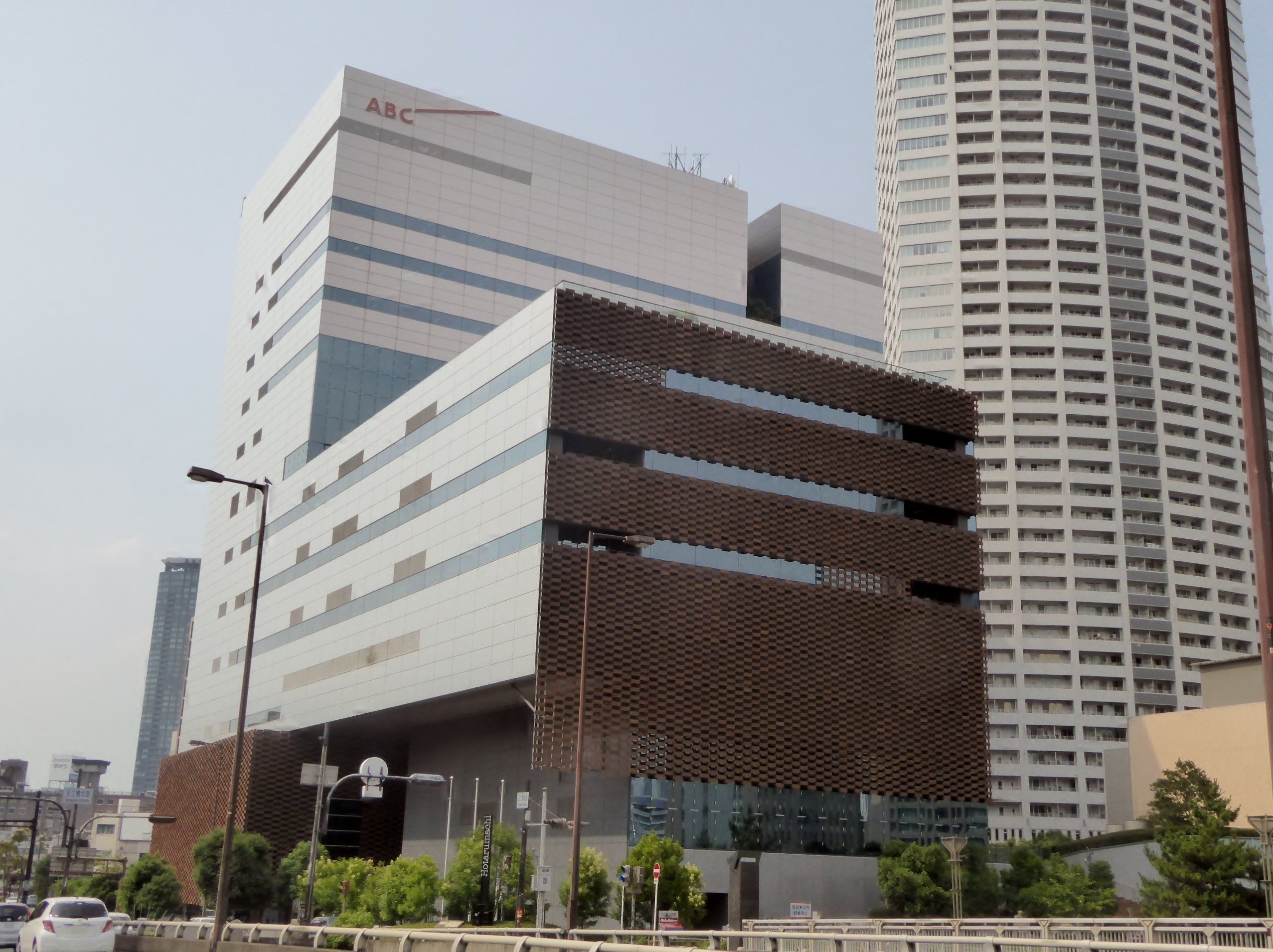
Штаб-квартира ABC

TV Asahi Corporation (яп. 株式会社テレビ朝日 кабусики гайся тэрэби асахи), также известная, как EX, Tele-Asa (яп. テレ朝 тэрэ аса) или 5 Channel — телевизионная сеть со штаб-квартирой в Токио, Япония. В своём блоге и на печатных материалах компания пишет своё название строчными буквами как «tv asahi». Компания также владеет организацией All-Nippon News Network.

## Программы на канале
- Абарэнбо Сёгун
- Бобобобо Бобобо
- Боевые роботы Дзинки
- Время супергероев (Субботний блок, в который ныне входит «Осама Сентай Кинг-Оджер» и «Камен Райдер Гавв»)
- Гандам
- Дерзкие и красивые
- Дораэмон
- Железный миротворец (аниме)
- Завтрашняя Надя
- Зона 88
- Как вращается мир
- Капитан Харлок
- Киборг Куро-тян
- Клубника 100 %
- Красный сад (аниме)
- Ксеносага (аниме)
- Лулу — ангел цветов
- Мадамзель Анна (манга)
- Маленькая волшебница Мэг
- Молодые и дерзкие
- Моя семья (аниме)
- Направляющий свет
- Небо и земля (аниме)
- Святой Сэйя
- Сейлор Мун
- Сибуя 15
- Сумомо мо Момо мо : Сильнейшая невеста в мире
- Суперэлектромагнетический робот Комбаттлер 5
- Суперэлектромагнитная машина Вольтес 5
- Хагэмару
- Цикл «Наездник в Маске» (Камен Райдер)
- Цикл «Металлические герои» (Метал Хиро)
- Цикл «Супер Сентай Шоу» (Супер Сентай)
- Человек-демон
- Шоу ужасов Грегори
- Экстремальный фотограф
- Ю-Ги-О